# Niederländische Badmintonmeisterschaft 1991
Die Niederländische Badmintonmeisterschaft 1991 war die 46. Austragung der nationalen Titelkämpfe im Badminton in den Niederlanden.

## Sieger und Finalisten
| Disziplin    | Gold                                | Silber         |
| ------------ | ----------------------------------- | -------------- |
| Herreneinzel | Chris Bruil                         | Edwin van Dalm |
| Dameneinzel  | Astrid van der Knaap                | Eline Coene    |
| Herrendoppel | Alex Meijer Chris Bruil             |                |
| Damendoppel  | Eline Coene Erica van den Heuvel    |                |
| Mixed        | Randy Trieling Erica van den Heuvel |                |